# República Checa en los Juegos Olímpicos de Milán-Cortina d'Ampezzo 2026
La República Checa participará en los Juegos Olímpicos de Milán-Cortina d'Ampezzo 2026. Responsable del equipo olímpico es el Comité Olímpico Checo.